# Gabriel Caramarin
Gabriel Gheorghe Caramarin (n. 7 septembrie 1977, Măcin, România) este un jucător de fotbal retras din activitate, în prezent antrenor secund.

## Cariera

#### Echipe de club
Caramarin și-a început cariera de fotbal la Sportul Studențesc și a debutat în Divizia A (astăzi Liga I) în 1994. După o scurtă perioadă petrecută la Gloria Bistrița, a revenit la Sportul, jucând 16 meciuri pentru echipa bucureșteană. După ce "studenții" au retrogradat, s-a mutat la FC Național, unde a petrecut 7 ani și a prins peste 150 de prezențe în prima ligă. El s-a alăturat echipei Poli Timișoara în iarna sezonului 2004-2005 împreună cu antrenorul Cosmin Olăroiu și coechipierii Gabriel Cânu, Marius Popa și Gigel Coman. A renunțat la fotbal în 2009, echipa CS Otopeni fiindu-i ultima ca jucător.

#### Echipa Națională
Pentru echipa națională a jucat 4 meciuri, primul fiind amicalul contra
Germaniei, în 2004, în care a marcat și singurul său gol.
| # | Dată            | Stadion                               | Adversar | Scor | Rezultat | Competiție |
| - | --------------- | ------------------------------------- | -------- | ---- | -------- | ---------- |
| 1 | 28 aprilie 2004 | Stadionul Giulești București, România | Germania | 5–0  | 5–1      | Amical     |

## Legături externe
- Gabriel Caramarin la romaniansoccer.ro